# Aleksandr Volkov (ruimtevaarder)
Aleksandr Aleksandrovitsj Volkov (Russisch: Алекса́ндр Алекса́ндрович Во́лков) (Horlivka, 27 mei 1948) is een voormalig Sovjet ruimtevaarder. Volkov zijn eerste ruimtevlucht was Sojoez T-14 naar het ruimtestation Saljoet 7 en vond plaats op 17 september 1985. De missie maakte deel uit van het Saljoetprogramma.
In totaal heeft Volkov drie ruimtevluchten op zijn naam staan, waaronder meerdere missies naar het Russische ruimtestation Mir. Tijdens zijn missies maakte hij twee ruimtewandelingen. In 1998 ging hij als astronaut met pensioen. 
Volkov is de vader van astronaut Sergej Volkov.